# Luis Alfredo López
Luis Alfredo López Flores (Comayagua, 29 de agosto de 1986) es un exfutbolista hondureño que se desempeñaba como delantero.

## Selección nacional
Fue internacional con la Selección de fútbol de Honduras en la era de Reinaldo Rueda. 

### Participaciones en Copa de Oro
| Copa de Oro      | Sede           | Resultado    | PJ | Goles |
| ---------------- | -------------- | ------------ | -- | ----- |
| Copa de Oro 2009 | Estados Unidos | Tercer lugar | 1  | 0     |

## Clubes
| Club                   | País      | Año       |
| ---------------------- | --------- | --------- |
| Marathón               | Honduras  | 2007-2008 |
| Alacranes de Durango   | México    | 2008      |
| Botev Plovdiv          | Bulgaria  | 2009      |
| Marathón               | Honduras  | 2009-2010 |
| Sremska Mitrovica      | Serbia    | 2010-2011 |
| Novi Pazar             | Serbia    | 2011      |
| Marathón               | Honduras  | 2011      |
| Motagua                | Honduras  | 2011-2012 |
| Juventud Escuintleca   | Guatemala | 2012-2013 |
| Deportes Savio         | Honduras  | 2014      |
| Atlético Independiente | Honduras  | 2014      |
| Nueva Concepción       | Guatemala | 2015      |